# Vivian Gornick
Vivian Gornick (El Bronx, Nueva York, 14 de junio de 1935) es una periodista, escritora y activista feminista estadounidense; considerada una de las voces más destacadas de la segunda ola feminista de Estados Unidos durante los años setenta. En marzo de 2021, recibió el Premio de Literatura Windham-Campbell en la categoría de autoficción.

## Trayectoria
Nació en 1935 en el Bronx, en un hogar pobre y obrero. Hija de judíos socialistas, Gornick se licenció en 1957 y se graduó en 1960 en la Universidad de Nueva York. Llegó en 1969 a la redacción del semanario alternativo The Village Voice donde narró las sacudidas del feminismo radical. Allí trabajó de 1969 a 1977 publicando también en otros medios, como The New York Times, The Nation y The Atlantic. Su "nuevo periodismo hablaba desde las barricadas del movimiento y, con atinada puntería, supo trasladar esa visión a la crítica literaria".
En 1969 apoyó la creación del grupo feminista radical New York Radical Feminists (NYRF), fundado por Shulamith Firestone y Anne Koedt, después de abandonar Redstockings y The Feminists, respectivamente. El deseo de Firestone y Koedt de iniciar este nuevo grupo fue apoyado por el artículo en el The Village Voice de Vivian Gornick en 1969, "The Next Great Moment in History Is Theirs" (El próximo gran momento en la historia es suyo). Al final del ensayo, se anunció la formación del grupo e incluyó una dirección de contacto y un número de teléfono, lo que despertó un gran interés nacional por parte de posibles miembros. El NYRF se organizó en pequeñas células o "brigadas" que llevaban el nombre de feministas notables del pasado; Koedt y Firestone lideraron la Brigada Stanton-Anthony.
Gornick también ha publicado once libros. El más reciente, Cuentas pendientes; reflexiones de una lectora reincidente (Unfinished Business: Notes of a Chronic Re-Reader, fue publicado en 2020 (en español, en 2021). Ha enseñado escritura en The New School y en el año académico 2007-2008 fue becaria en el Radcliffe Institute en la Universidad de Harvard. En 2015 fue profesora visitante en la Universidad de Iowa en el programa de escritura de autoficción.

## Obra

### Apegos feroces
Gornick escribe sobre su experiencia vital que explica en primera persona. Una de sus obras de referencia es Apegos feroces.
El libro fue publicado en inglés en 1996 pero no fue traducido al español hasta 2019 (editorial Sexto Piso). Está considerado como un clásico del memorialismo estadounidense. En la obra reconstruye su infancia en un bloque de viviendas de familias judías en el Bronx junto a dos viudas: su madre, cuya temprana pérdida de su esposo la sume en un interminable y amargo duelo; y Nettie, la vecina, quien al quedarse sola toma el camino contrario y encuentra en el sexo su coto de poder. Estos recuerdos infantiles se intercalan con duras discusiones entre una Gornick adulta y su progenitora que mantienen durante sus paseos semanales por Manhattan.
"El movimiento feminista de los años setenta ejerció una gran influencia. Nos llevó a miles de mujeres a pensar cómo nos habíamos convertido en lo que éramos, y aquello nos condujo inmediatamente a nuestras madres. Fuimos las primeras en emprender esa búsqueda existencial y analítica" explica Gornick que reconoce en la escritora Natalia Ginzburg un referente.
Treinta años más tarde, a la edad de 80, publica una segunda parte, La mujer singular y la ciudad (2015), el relato de una mujer que camina sola por la ciudad y recoge conversaciones y encuentros, rememora lecturas, amores e historias de antes y de ahora. La autora —señala la periodista cultural Mercè Ibarz— es una voz literaria que va a fondo, muy a fondo, de la propia experiencia y convierte una prosa confesional en crítica cultural.

## Obra (selección)
- 1973 – In Search of Ali Mahmoud: an American Woman in Egypt. Saturday Review Press.
- 1977 – The Romance of American Communism. Basic Books.
- 1978 – Essays in Feminism. Harper & Row.
- 1983 – Women in Science: Portraits from a World in Transition. Simon & Schuster.[12]
- 1987 – Fierce Attachments: A Memoir. Farrar, Straus and Giroux.
- 1996 – Approaching Eye Level. Beacon Press.
- 1997 – The End of the Novel of Love. Beacon Press.
- 2001 – The Situation and the Story: The Art of Personal Narrative. Farrar, Straus and Giroux.
- 2005 – The Solitude of Self: Thinking About Elizabeth Cady Stanton. Farrar, Straus and Giroux.
- 2008 – The Men in My Life. MIT Press.
- 2009 – Women in Science: Then and Now. The Feminist Press en CUNY (Universidad de la Ciudad de Nueva York).
- 2010 – The Ancient Dream. Boston Review.
- 2011 – Emma Goldman: Revolution as a Way of Life. Yale University Press.
- 2015 – The Odd Woman and the City. Farrar, Straus and Giroux.
- 2020 – Unfinished Business: Notes of a Chronic Re-Reader. Farrar, Straus and Giroux.
- 2021 – Taking a Long Look: Essays on Culture, Literature, and Feminism in Our Time. Verso.

### En español
- 2017 – Apegos feroces (Fierce Attachments: A Memoir, 1987), traducción de Daniel Ramos Sánchez. Sexto Piso. ISBN 9788416677399.[13]
- 2018 – La mujer singular y la ciudad (The Odd Woman and the City, 2015), traducción de Raquel Vicedo. Sexto Piso. ISBN 9788416677627.[14]
- 2019 – Mirarse de frente (Approaching Eye Level, 1996) traducción de Julia Osuna Aguilar. Sexto Piso. ISBN 9788417517410.[15]
- 2021 – Cuentas pendientes; reflexiones de una lectora reincidente (Unfinished Business: Notes of a Chronic Re-Reader, 2020), traducción de Julia Osuna Aguilar. Sexto Piso. ISBN 9788418342141.[16]
- 2023 – El fin de la novela de amor (The End of the Novel of Love, 1997), traducción de Julia Osuna Aguilar. Sexto Piso. ISBN: 9788419261175
- 2023 – La situación y la historia. El arte de la narrativa personal (The Situation and the Story: The Art of Personal Narrative, 2001), traducción de Julia Osuna Aguilar. Sexto Piso. ISBN: 978-84-19261-69-4
- 2025 – Por qué algunos hombres odian a las mujeres,traducción de  Cristina Lizarbe Ruiz. Sexto Piso. ISBN: 978-8410249516

## Reconocimientos
Su obra In Search of Ali Mahmoud: an American Woman in Egypt fue nominada en 1974 al Premio Nacional del Libro. En 1997, su ensayo The End of the Novel of Love fue nominada al Premio del Círculo de Críticos Nacional del Libro en el apartado de crítica, en 2008, The Men in My Life fue finalista también en crítica al mismo premio. En 2011, Gornick fue finalista del Premio Nacional del Libro Judío con su obra Emma Goldman: Revolution as a Way of Life.
En marzo de 2021, Gornick recibió el Premio de Literatura Windham-Campbell en la categoría de autoficción.